# Ulrich Freimuth
Ulrich Freimuth (* 16. Oktober 1914 in Wismar; † 11. November 2014 in Dresden) war ein deutscher Lebensmittelchemiker. Er war von 1953 bis 1980 Inhaber des Lehrstuhls für Lebensmittelchemie an der TU Dresden. Bekannt wurde er auch durch die Mitautorschaft an dem umfangreichen Band Untersuchung der Lebensmittel, der als „Rauscher/Engst/Freimuth“ bekannt ist.

## Leben
Freimuth studierte zunächst Pharmazie und später Lebensmittelchemie bei Benno Bleyer in München und Kurt Täufel in Dresden. Bei Täufel promovierte Freimuth im Jahr 1948. Für seine Habilitation forschte er am damaligen Institut für Tierzuchtforschung der Akademie der Landwirtschaftswissenschaften der DDR in Rostock über die damals noch teilweise unerforschten Milchproteine.
Nach der Habilitation wurde er dann im Jahr 1953 auf den Lehrstuhl für Lebensmittelchemie der TH Dresden berufen, den er bis zum Wintersemester 1979 innehatte. Der Schwerpunkt seiner Arbeit war „die Erforschung ernährungsrelevanter Veränderungen von Proteinen bei der Verarbeitung eiweißreicher Lebensmittel.“ Das Institut verfügte dank Freimuth über moderne instrumentelle Methoden der Lebensmittelforschung und vermittelte diese in Weiterbildungskursen an Lebensmittelchemiker, die in der Praxis arbeiteten. Er betreute rund 50 Dissertationen und mehrere Habilitationen. Nach Aussage ehemaliger Mitarbeiter geriet Freimuth „zunehmend in Gegensatz zur Hochschulpolitik der SED.“ Trotz Anfeindungen „hielt er an seinem Institut bis zu seinem Ausscheiden ein Klima der Toleranz und freien Meinungsbildung aufrecht.“

## Akademische Auszeichnungen und Mitgliedschaften
- seit 1971 ordentliches Mitglied der Sächsischen Akademie der Wissenschaften
- 1993 Joseph-König-Gedenkmünze der Gesellschaft Deutscher Chemiker
- lange Jahre Vorsitzender des „Fachverbandes Lebensmittelchemie“ der Chemischen Gesellschaft der DDR
- mehrere Jahre Mitglied der internationalen Codex-Alimentarius-Kommission

## Veröffentlichungen (Auswahl)
- Rudolf Engst, Ulrich Freimuth: Untersuchung von Lebensmitteln. Einführung und Anleitung zur Untersuchung der Lebensmittel pflanzlicher und tierischer Herkunft einschliesslich Fremdstoffe und Trinkwasser, begründet von K. Rauscher, 2. Auflage, Fachbuchverlag, Leipzig 1986.
- W. Crecelius, U. Freimuth, G. O. Harnapp: Ernährungslehre. Richtlinien für die  Ernährung der Gesunden und Kranken. 3. vollst. neubearbeitete Auflage, Th. Steinkopff, Dresden und Leipzig 1965 (erste Auflage 1954).